# Guanchen
Die Guanchen waren die ersten bekannten Einwohner der kanarischen Insel Teneriffa. Die ältesten Funde stammen aus dem 10. Jahrhundert v. Chr. Spätestens ab dem 1. Jahrhundert v. Chr. bestanden enge Beziehungen zwischen den Kanarischen Inseln und dem Mittelmeergebiet, die im 3. oder 4. Jahrhundert n. Chr. abbrachen. Man nimmt an, dass die Guanchen ab dem 4. Jahrhundert n. Chr. isoliert ohne Kontakte zu den Altkanariern auf den anderen Inseln oder dem Festland lebten. In den etwa 1000 Jahren bis zur Wiederentdeckung der Inseln durch Europäer im späten Mittelalter entwickelte sich auf Teneriffa eine eigenständige Kultur. Durch die Eroberung der Kanarischen Inseln und die Assimilation der Bevölkerung in die Kultur der Reiche der Krone von Kastilien im 15. Jahrhundert wurden die Guanchen als eigenständige Ethnie ausgelöscht.

## Bezeichnung Guanchen
Verschiedene historische Quellen aus der Zeit nach der Eroberung geben an, dass sich die Ureinwohner der Insel Teneriffa selbst als „Guanches“, „Guachinec“ oder „Guachinet“ bezeichneten, was so viel wie „Person von Teneriffa“ bedeutet haben soll. Diese Herleitung des Namens ist umstritten. Der Begriff Guanchen als Bezeichnung für die Ureinwohner aller Kanarischen Inseln ist weit verbreitet. In der Ethnologie und der neueren Geschichtswissenschaft wird er aber ausschließlich für die Bewohner der Insel Teneriffa benutzt. Durch die Sammelbezeichnung Guanchen für alle Altkanarier werden die gravierenden kulturellen Unterschiede, die zwischen den Bevölkerungen der einzelnen Inseln bestanden, heruntergespielt.

## Herkunft
Archäologische Funde lassen vermuten, dass die Phönizier/Punier etwa ab der Mitte des ersten Jahrtausends v. Chr. bei der Gründung von Kolonien an der Atlantikküste auch erste Siedler aus dem Gebiet der Meerenge von Gibraltar auf die Kanarischen Inseln brachten. Die Besiedlung war keine einmalige Aktion, sondern ein kontinuierlicher Vorgang, der sich über lange Zeit auf alle Inseln erstreckte. Archäologische Funde deuten darauf hin, dass unter der Herrschaft der Römer die Ansiedlung auf den Inseln verstärkt wurde. Zwischen dem 1. Jahrhundert v. Chr. und dem 3. Jahrhundert n. Chr. gab es enge wirtschaftliche Beziehungen zwischen dem Mittelmeerraum und der kanarischen Inselgruppe. Diese Verbindungen wurden spätestens im 4. Jahrhundert n. Chr. unterbrochen. Da die Guanchen, wie auch die anderen Altkanarier, keine Kenntnisse des Schiffbaus und der Nautik besaßen, entwickelte sich auf der Insel Teneriffa eine isolierte Kultur.

## Aussehen und Sprache der Guanchen
Aus dem späten Mittelalter gibt es einige Berichte über die Kanarischen Inseln. Sie widersprechen sich z. T. stark in den Angaben über das Aussehen der Ureinwohner. In der zweiten Hälfte des 19. Jahrhunderts begann man, die Frage mit wissenschaftlichen Methoden zu klären. Aber auch hier ergab sich, meist wegen der zu geringen Fallzahlen oder wegen Fehlschlüssen, kein eindeutiges Bild. Heutige Erkenntnisse sind: Die mittlere Größe der Männer lag zwischen 165 und 171 cm, die der Frauen zwischen 157 und 160. Das bedeutet, dass die Guanchen etwas größer waren als die Kastilier der damaligen Zeit. Die besonders im 19. Jahrhundert vertretene Ansicht, dass die Guanchen blonde Haare hatten, wird auf die damals untersuchten Mumien zurückgeführt, bei denen sich die Pigmente in den Haaren nach dem Tod verändert hatten. Heute wird davon ausgegangen, dass etwa 10–20 % der Guanchen helle Augen und direkt nach der Geburt hellere Haare und einen helleren Teint hatten als die Kastilier.
Die Sprache der Guanchen ist durch einige Ortsnamen und Bezeichnungen für endemische Pflanzen erhalten. Sie unterschied sich grundsätzlich von den Sprachen, die von den Altkanariern auf den anderen Inseln gesprochen wurden.

## Gesellschaft
Zur Zeit der Eroberung am Ende des 15. Jahrhunderts lebten auf der Insel Teneriffa etwa 36.000 Einwohner. Die Insel war in neun politisch-verwaltungsmäßig und räumlich getrennte, selbständige Bezirke aufgeteilt, die als Menceyatos bezeichnet werden. Diese Aufteilung bestand erst seit Ende des 14. Jahrhunderts.
Die Spitze der hierarchischen Ordnung bildete der Mencey. Er war die höchste Instanz in allen Fragen der Verwaltung, der Kriegführung und der Religion. Der Mencey war Eigentümer des Landes, das er jährlich neu verteilte. Der Mencey von Taoro regelte die Weiderechte in den von allen genutzten Weidegebieten in den Bergen.
Ob es bei den Guanchen einen obersten Priester gab, ist nicht bekannt. Es gibt allerdings Hinweise darauf, dass eine „Guañameñe“ genannte Person den Willen der Götter interpretierte und zukünftige Ereignisse voraussagte.
Zum Adel gehörten einerseits die engeren Familienangehörigen des Mencey (die Archimencey) und die Stammesführer, die die Oberhäupter eines Familienverbandes waren. Sie waren aufgrund ihrer Herkunft Mitglieder der Ratsversammlung (Tagoro). Weitere Personen gehörten der Versammlung auf Grund ihres Alters oder wegen persönlicher Verdienste an. Der Tagoro beriet den Mencey bei Themen, die die Regierung oder Rechtsprechung betrafen. Der größte Teil der Bevölkerung war von diesen Personen abhängig, da nur sie Viehherden besaßen.

## Religion

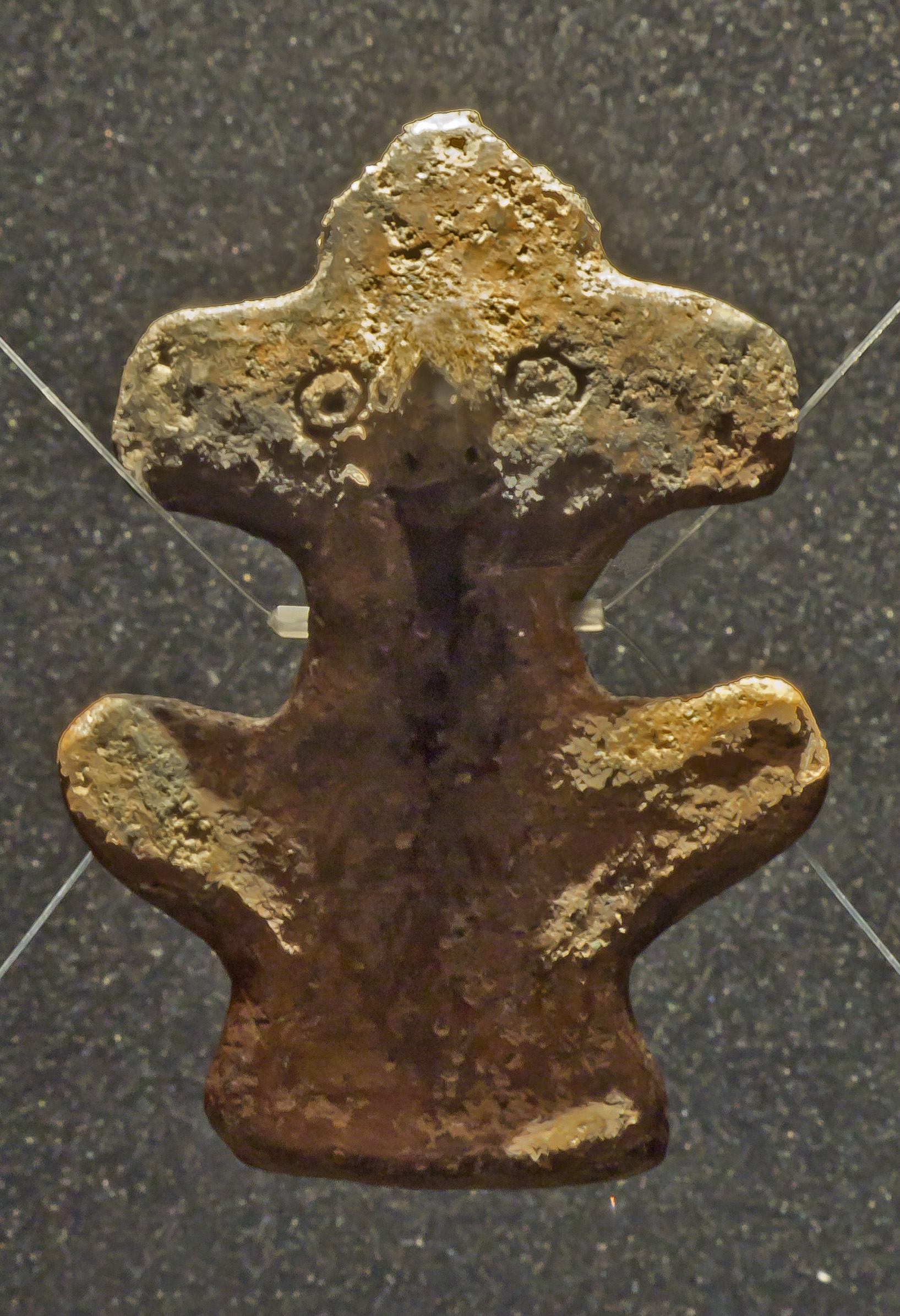
Guatimac, Archäologisches Museum von Puerto de la Cruz (Teneriffa).

Die Religion der Guanchen ist ein wiederkehrendes Thema der historischen Forschung auf den Kanarischen Inseln. Sie ist aber auch Gegenstand pseudowissenschaftlicher Spekulationen und steht im Mittelpunkt der Identitätsfindung bestimmter lokalpatriotischer, politischer und religiöser Gruppen.
Die Guanchen verehrten mit großer Wahrscheinlichkeit die Gestirne, besonders Sonne und Mond, als Götter. Das geht zumindest aus den Berichten zeitgenössischer Seefahrer hervor. Auch einige Petroglyphen, die offenbar Sonnenräder darstellen, bestätigen diese Feststellungen. Man kann auch davon ausgehen, dass die Gestirne als männlich oder weiblich angesehen wurden. Der Glaube an einen einzigen Gott ist vermutlich durch den Kontakt mit dem Christentum bereits vor der Eroberung entstanden.
Die Art der Behandlung der Verstorbenen und einige überlieferte Riten deuten darauf hin, dass die Verehrung der Ahnen bei den Guanchen eine besondere Bedeutung hatte. Es gab verschiedene Orte auf der Insel, an denen sich, nach dem Glauben der Guanchen, die Seelen der Vorfahren aufhielten. Es sind Regenrituale überliefert, deren Adressaten die Geister der Vorfahren waren, von denen angenommen wurde, dass sie den Weg der Wolken und den Regenfall lenkten.
Im Jahr 1885 wurde in einer Höhle in Fasnia im Südosten Teneriffas eine aus Ton hergestellte, gebrannte anthropomorphe Plastik gefunden. Die Figur, die heute Guatimac genannt wird, hat eine Höhe von 6,05 cm, eine Breite von 4,05 cm und in der Mitte eine Dicke von 0,73 cm. Die Vorstellung, dass das Objekt die Darstellung einer verehrten Gottheit ist, wird weitgehend abgelehnt.
Für das Vorhandensein von kultisch verehrten Bildwerken für die Zeit vor dem Kontakt mit dem Christentum gibt es keine Belege. Auf der Südseite der Insel gab es seit Beginn des 15. Jahrhunderts eine vermutlich von christlichen Missionaren auf die Insel gebrachte Holzfigur, die von den Guanchen als Chaxiraxi, Mutter der Sonne, verehrt wurde. Die Römisch-katholische Kirche erklärte sie später als Jungfrau von Candelaria zur Schutzheiligen der Kanarischen Inseln.

## Krankheiten
Schriftliche Quellen aus der Zeit der ersten Kontakte zwischen Europäern und Guanchen geben Magen-Darm-Entzündung als eine häufig bei den Ureinwohnern vorkommende Erkrankung an. Diese Krankheit habe besonders bei alten Menschen häufig zum Tode geführt. Heute wird vermutet, dass es sich um eine Bakterienruhr gehandelt haben könnte. Histologische Untersuchungen von Mumien lassen darauf schließen, dass Ablagerungen von Kohlenstoff in der Lunge häufig vorkamen und es scheint, dass ein direkter Zusammenhang mit dem Einatmen des Rauchs in den Wohnräumen bestand. Bei den gleichen Studien hat man bei verschiedenen Mumien aus Teneriffa das Vorhandensein von Atherosklerose erkannt. In verschiedenen Gegenden wurde bei 40–50 % der Guanchen Arthrose festgestellt. Auf der Insel Teneriffa wurde eine große Zahl von Schädeln gefunden, die Verletzungen aufweisen. Dabei ist nicht nur die Häufigkeit der Kopfverletzungen auffällig, sondern die Tatsache, dass bei etwa 90 % der Personen diese Verletzungen nicht tödlich waren.
Es wurden Schädel von männlichen Erwachsenen gefunden, die Spuren einer Trepanation aufweisen. Wie man an verheilten Wundrändern erkennen kann, überlebten viele der so behandelten Personen. Für den Eingriff verwendete man Steinwerkzeuge aus Basalt. Der Außendurchmesser der Bohrlöcher betrug 1,25 bis 2,30 cm. Ob diese Trepanationen eine magische Bedeutung hatten oder therapeutische Maßnahmen waren, ist nicht zu klären.
Die Zähne der Guanchen waren in einem schlechten Zustand. Das wird darauf zurückgeführt, dass das Gofio, eines der Hauptnahrungsmittel, mehr oder weniger feine Steinbestandteile der Handmühlen enthielt.
Es kann nicht ausgeschlossen werden, dass es auf Teneriffa vor der Eroberung Seuchen gab. Eindeutige Hinweise darauf liegen aber nicht vor. Erst über die ungeheuren Epidemien, die vermutlich durch von den Europäern eingeschleppte Erreger erzeugt wurden, gibt es, wenn auch zum Teil unzuverlässige Berichte.

## Bestattung

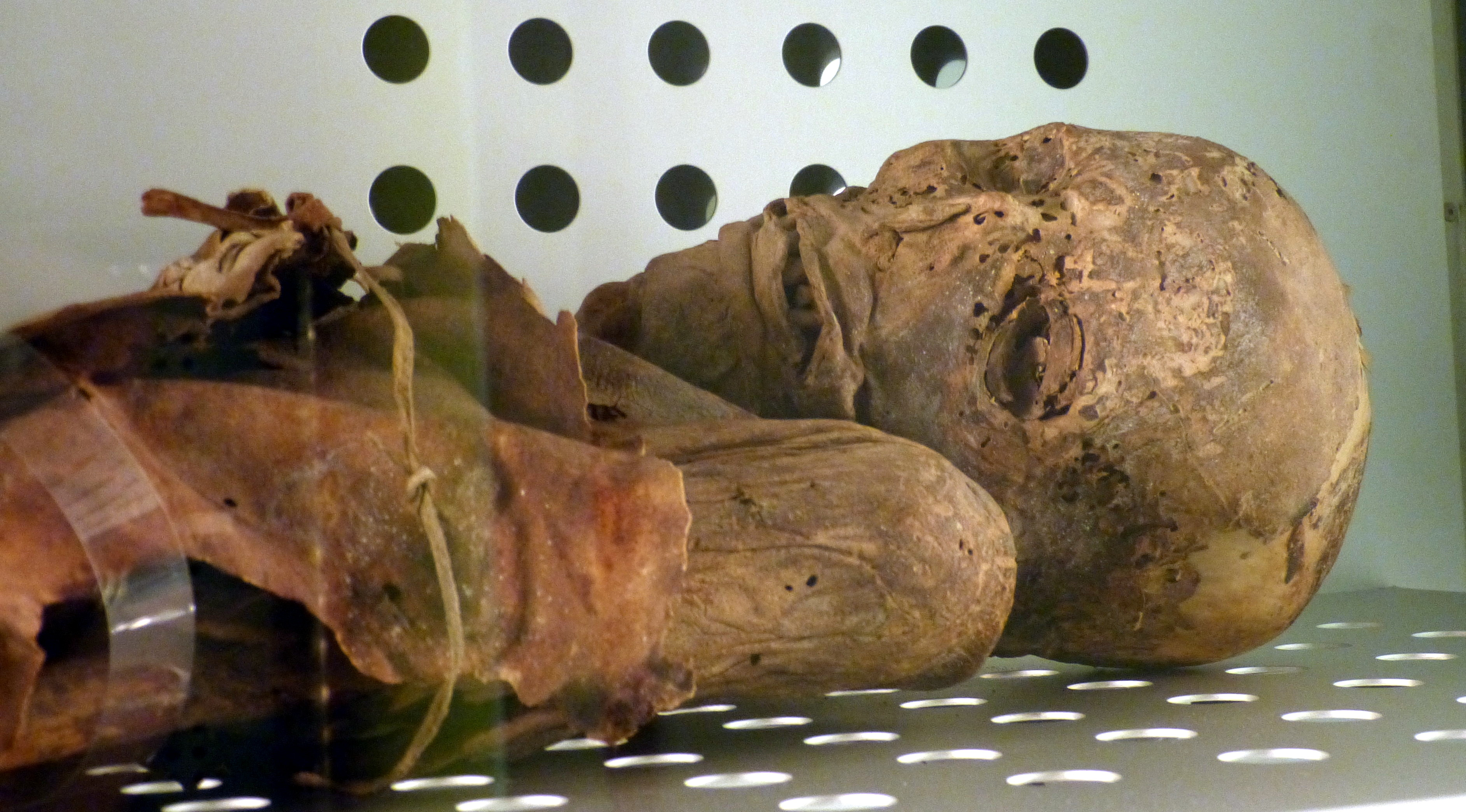
Guanchenmumie im Museo de la Naturaleza y el Hombre (Teneriffa)

Den Guanchen war die angemessene Beisetzung ihrer Toten offenbar sehr wichtig. Bei kriegerischen Auseinandersetzungen folgten die Frauen ihren Männern auf die Schlachtfelder, um sich im Fall des Todes um die Beisetzung zu kümmern.
Einer der bedeutendsten Aspekte des Totenkultes der Guanchen war die Praxis der Konservierung der Körper. Diese wurde an toten Kindern, Frauen und Männern vorgenommen, abhängig von der sozialen Stellung der Toten. Je bedeutender der oder die Verstorbene war, umso gründlicher wurde vorgegangen. Am Schluss der Konservierung wurden die Leichen in Felle eingenäht und in Höhlen beigesetzt.
Auf Teneriffa wurden bisher alle Toten aus der Zeit vor der Eroberung in natürlichen Höhlen gefunden. Hinweise aus dem 16. bis 18. Jahrhundert auf Grabhügel konnten bisher nicht durch archäologische Funde bestätigt werden. Die Wissenschaftler haben auch die großen Totenstädte der Guanchen nicht gefunden, von denen in dieser Zeit auch im Ausland berichtet wurde. Die Zahl der Fundstätten, die ohne Zerstörungen und unverändert den Forschungen zur Verfügung stehen, ist sehr gering. Die Beisetzungshöhlen der Guanchen unterscheiden sich in ihren gemeinsamen Merkmalen sehr stark von Grabstätten der anderen Altkanarier. Die Höhlen waren auch vor der Beisetzung nicht bewohnt und hatten einen schwierigen Zugang mit Eingängen, die eng und geschützt waren. Die Höhlen enthalten eine oder auch mehrere Leichen. Höhlen mit nur einer Leiche finden sich vorwiegend in den Weidegebieten, die im Sommer besucht wurden. Doch auch in diesen Gebieten gibt es Beisetzungsstätten für mehrere Tote, wie z. B. die Nekropole von Llano de Maja in den Cañadas del Teide im Nationalpark El Teide. Die Öffnung der Höhlen wurde oft durch Mauern verkleinert. Das Innere war unterschiedlich gestaltet: vom einfachen Belegen des Bodens mit Steinen bis zu Lagern aus Stroh oder bearbeiteten hölzernen Totenbahren. Es war wichtig, dass der Körper nicht direkt mit dem Boden in Verbindung kam, sondern trocken gelagert war.
Bei den gefundenen Grabbeigaben handelt es sich einerseits um Keramikkrüge mit Resten von Lebensmitteln, andererseits um Gegenstände, die im täglichen Gebrauch verwendet wurden, wie Werkzeuge aus Obsidian und Basalt, darüber hinaus auch Schmuck.

## Wohnstätten
Der größte Teil der Guanchen lebte in natürlichen Höhlen, die an den Rändern von Barrancos lagen. Diese Höhlen wurden auf der Nordseite der Insel bis 300 m Höhe über dem Meeresspiegel, auf der Südseite bis zu 500–700 m gefunden. Die große Öffnung wurde durch Trockenmauerwerk verkleinert. In der Höhle, die eine Feuerstelle in der Nähe des Eingangs hatte, lebte eine Familie.
Archäologen fanden wenige Fälle von freistehenden Häusern als Familienwohnstätten. Sie hatten einen runden oder ovalen Grundriss und waren aus Stein ohne Mörtel gebaut und mit Geflecht aus Pflanzen gedeckt.
Die Hirten bauten sich bei ihrer Wanderung Hütten, die nicht als Dauerwohnstätten gedacht waren, sondern nur im Sommer genutzt wurden.

## Wirtschaft
Die archäologischen Funde zeigen, dass die Nahrung der Ureinwohner aus gesammelten Pflanzen, angebautem Getreide und Hülsenfrüchten, den Produkten der Tierhaltung, Fischen aus strandnahem Fang, Krusten- und Schalentieren und Wild bestand.
Gesammelte Pflanzen
Es wurden verschiedene Beeren (z. B. die der Kanaren-Glockenblume oder der Erdbeerbäume) und Früchte des Mocán gesammelt. Die Wurzeln verschiedener Farnkräuter wurden getrocknet und gemahlen.
Ackerbau
Archäologische Funde weisen darauf hin, dass die Guanchen systematisch Getreide und Hülsenfrüchte angebaut haben. Gerste, Weizen und Hülsenfrüchte müssen die ersten Einwohner mit auf die Insel gebracht haben. Der Boden wurde vor der Aussaat gelockert. Es gibt auch Hinweise auf Bewässerungsgräben. Ein Teil der Ernte wurde als Saatgut zurückgelegt.
Tierhaltung
Die Guanchen entwickelten eine intensive Tierhaltung. Der Tierbestand setzte sich aus vier Arten zusammen: Die kleinen Schafe mit glattem Fell stammten von einer älteren Rasse ab, die in Nordafrika noch heute vorkommt. Es gibt keine Hinweise darauf, dass die Wolle der Schafe verarbeitet wurde. Die Ziegen hatten ein geringes Stockmaß, ein schwarzes oder braunes Fell und kurze Hörner. Die Hunde erfüllten die Funktion der Bewachung der Herde und des Hauses. Ihr Fleisch wurde aber auch gegessen. Das Vorhandensein von Schweinen ist dokumentiert bei Gemeinschaften, die in der Nähe des Lorbeerwaldes lebten. Dort fanden die Schweine im Unterholz ihr Futter.
Die Ziegen waren für die Guanchen von größter Bedeutung. Es gab kleine Herden, die in der Nähe der Siedlungen unter der Pflege der Frauen und Kinder gehalten wurden. Sie versorgten die Bevölkerung mit frischer Milch. Große Herden standen unter der Aufsicht erwachsener Hirten. Sie zogen im Sommer zu höher gelegenen Weideplätzen. Diese Herden sorgten für Käse, Fleisch und Felle. Darüber hinaus gab es Ziegen, die nahezu wild in den Gebieten, in denen es für die normalen Herden nicht genug Futter gab, lebten. Von diesen Tieren wurden einmal im Jahr ein Teil gefangen, um ihren Bestand konstant zu halten.
Fischerei
Häufig gefundene Haufen von Muschelschalen zeigen, dass Meeresfrüchte, Schnecken und Napfschnecken gegessen wurden. Bei den archäologischen Ausgrabungen wurden ausschließlich Reste von Fischen, die in Küstennähe leben, gefunden.
Der Fang wurde häufig mit Fischzäunen (corrales) durchgeführt. Das waren künstliche, wasserdurchlässige Steinmauern, die bei Flut unter der Wasseroberfläche lagen und bei abfließendem Wasser die Fische zurückhielten. Diese wurden dann mit der Milch von Wolfsmilchgewächsen gelähmt, um besser gefangen werden zu können. Es wurden aber auch Angelhaken aus Knochen verwendet.
Wild
Außer Vögeln gab es auf der Insel Teneriffa keine jagdbaren Tiere.

## Artefakte
Gegenstände aus gebranntem Ton

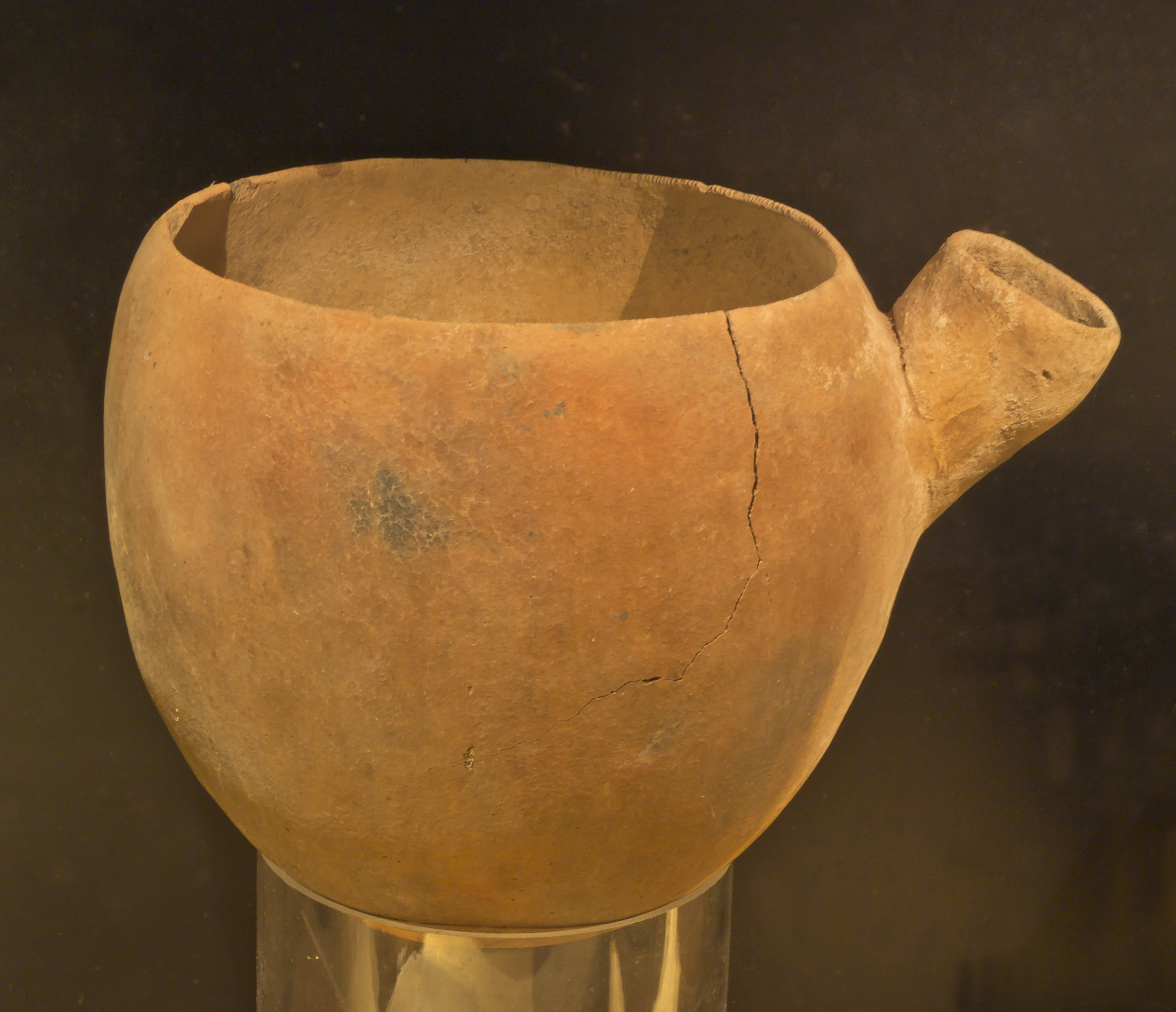
Tongefäß im Museo Arqueológico Puerto de la Cruz

Als Gebrauchsgegenstände wurden verschiedene Arten von Tongefäßen verwendet. Sie wurden in Aufbautechnik ohne Töpferscheibe hergestellt und dann gebrannt. Gefäße mit einem Fassungsvermögen von mehr als 15 Litern dienten zur Aufbewahrung und dem Transport von Getreide, Fett und Milch. Kleinere Töpfe mit ein bis drei Litern Inhalt wurden bei der täglichen Speisenzubereitung verwendet. Diese Krüge waren teilweise mit einer Tülle versehen. Andere Gefäße hatten einen Griff. Einige dieser Tonwaren waren mit einfachen Mustern verziert.
Der Guatimac ist eine aus Ton hergestellte, gebrannte Plastik. Sie ist die einzige dieser Art, die auf der Insel Teneriffa gefunden wurde. Wissenschaftler gehen allerdings davon aus, dass es weitere Objekte gegeben hat.
Steinwerkzeuge
Da es auf den Kanarischen Inseln keine nutzbaren Metallvorkommen gibt, stellten die Altkanarier eine Reihe von Werkzeugen aus Stein her. In den Cañadas del Teide werden Obsidiane, deren scharfe Kanten als Messer benutzt wurden, gefunden. Handdrehmühlen bestanden aus zwei Teilen, der obere Stein hatte eine zentrale Füllöffnung. Er wurde über den unteren Stein gedreht. Diese Mühlen dienten nicht nur zur Verarbeitung gerösteten Getreides zu Gofio, mit ihnen wurden auch getrocknete Wurzeln gemahlen. Die kantigen Steine, die von den Guanchen im Kampf als Wurfgeschosse verwendet wurden, waren nicht bearbeitet, aber sorgsam ausgesucht.
Holz
Zur Feldbearbeitung verwendeten die Guanchen Grabstöcke, die am Ende angespitzt oder mit einem Ziegenhorn verstärkt waren. Ähnlich waren die etwa zwei Meter langen Stäbe der Hirten unten mit Horn verstärkt und oben entweder kolbenartig verdickt oder gegabelt. Die Spieße der Guanchen waren sehr gerade und glatt bearbeitet und hatten im vorderen Drittel eine Verdickung. Die Spitze war im Feuer gehärtet. Ein etwa zwei Meter langer Stab, der sehr sorgfältig geglättet und vermutlich eingefettet war, hatte oben eine Verdickung. Er galt als Amtsstab eines Mencey.
Die Bahren, mit denen die Toten zu den Grabhöhlen gebracht wurden, waren aus Holz. Die Leichen hochgestellter Personen wurden mit der Bahre beigesetzt. Sie verhinderte, dass die Bodenfeuchtigkeit an den Körper gelangte. Es wurden einige Gefäße aus Holz gefunden, die ähnlich wie die kleineren Tontöpfe geformt waren. Die Guanchen hatten keine aus Holz angefertigten Möbel.
Felle
Die Guanchen verwendeten für die Bekleidung Ziegen- und Schaffelle. Wegen der größeren Haltbarkeit des Materials wurden Schuhe aus Schweinsleder angefertigt. Es ist anzunehmen, dass die Ureinwohner verschiedene Techniken der Fellbearbeitung kannten. Es ist aber bis heute nicht bekannt, worin sie bestanden. Die Felle wurden teilweise gefärbt. Es handelte sich dabei um Pflanzenfarben, die eine Rot- bzw. Gelbfärbung der Felle bewirkten. Es ist bisher noch nicht gelungen, die Herkunft der Farbstoffe festzustellen. An den feinen Rillen auf gegerbtem Leder kann man erkennen, dass die Fleischseite, aber auch die Haarseite mit Steinwerkzeugen bearbeitet worden waren. Die Kleidungsstücke wurden aus Zuschnitten hergestellt, die mit Lederstreifen oder Sehnen zusammengenäht wurden. Um das Durchziehen des Nahtmaterials zu ermöglichen, wurden die Felle bzw. Lederstücke mit einer Ahle aus Knochen durchstochen. Auch die Felle, in die die Toten zur Beisetzung eingewickelt wurden, waren genau zugeschnitten und exakt genäht.
Knochen
Beim Zusammennähen von Fell- und Lederstücken wurden Ahlen verwendet, die aus Knochen von Ziegen hergestellt wurden. Für die Verzierung der Tonkrüge wurden Knochen verwendet, deren Enden spitz, flach oder bogenförmig geschliffen waren. Es wurden auch Angelhaken gefunden, die aus Knochen geschnitzt und geschliffen waren.

## Petroglyphen
Die Petroglyphen, die auf der Insel Teneriffa gefunden wurden, werden aufgrund ihrer Motive in geometrische, figurative und alphabetische unterteilt. Die geometrischen Motive zeigen parallele und sich kreuzende Linien sowie Kreise, Rechtecke und Polygone.
Auf einigen Petroglyphen glaubt man Darstellungen von Menschen und Tieren erkennen zu können. Eine besondere Gruppe bilden die Fußdarstellungen, die in ähnlicher Art auch auf anderen Inseln gefunden wurden. An einigen Fundstellen, an denen offenbar Sternensymbole dargestellt sind, befinden sich kleine ausgehobene Gruben im Fels, die durch Kanäle verbunden sind. Diese Verbindungen deuten darauf hin, dass an diesen Plätzen, die dem Kult der Sonne und des Mondes geweiht waren, Riten gefeiert wurden, bei denen Flüssigkeiten vergossen wurden. Auf Teneriffa gab es bis 2014 nur den Fundort Cabuquero (Aldea Blanca), an dem
Felsinschriften gefunden wurden. Die Bedeutung der Zeichen ist bisher ungeklärt.

## Zerstörung der Kultur der Guanchen
Im Jahr 1391 fanden zwei Guanchen am Strand von Chimisay auf der Südseite der Insel Teneriffa eine aus Holz geschnitzte und farbig gefasste Figur einer Frau mit einem Kind auf dem Arm. Diese Figur war dort vermutlich von Missionaren hingestellt worden. (Gegen die Version, sie sei durch das Meer angespült worden, sprach der Erhaltungszustand der Holzskulptur.) Der Mencey von Güímar ließ diese Figur in einer Höhle aufstellen. Die Guanchen verehrten sie als Chaxiraxi, die Mutter der Sonne. Der Übergang von der Religion der Ureinwohner auf die christliche Religion der Eroberer, mit der Verehrung der Figur als Jungfrau von Candelaria, wurde dadurch vereinfacht.

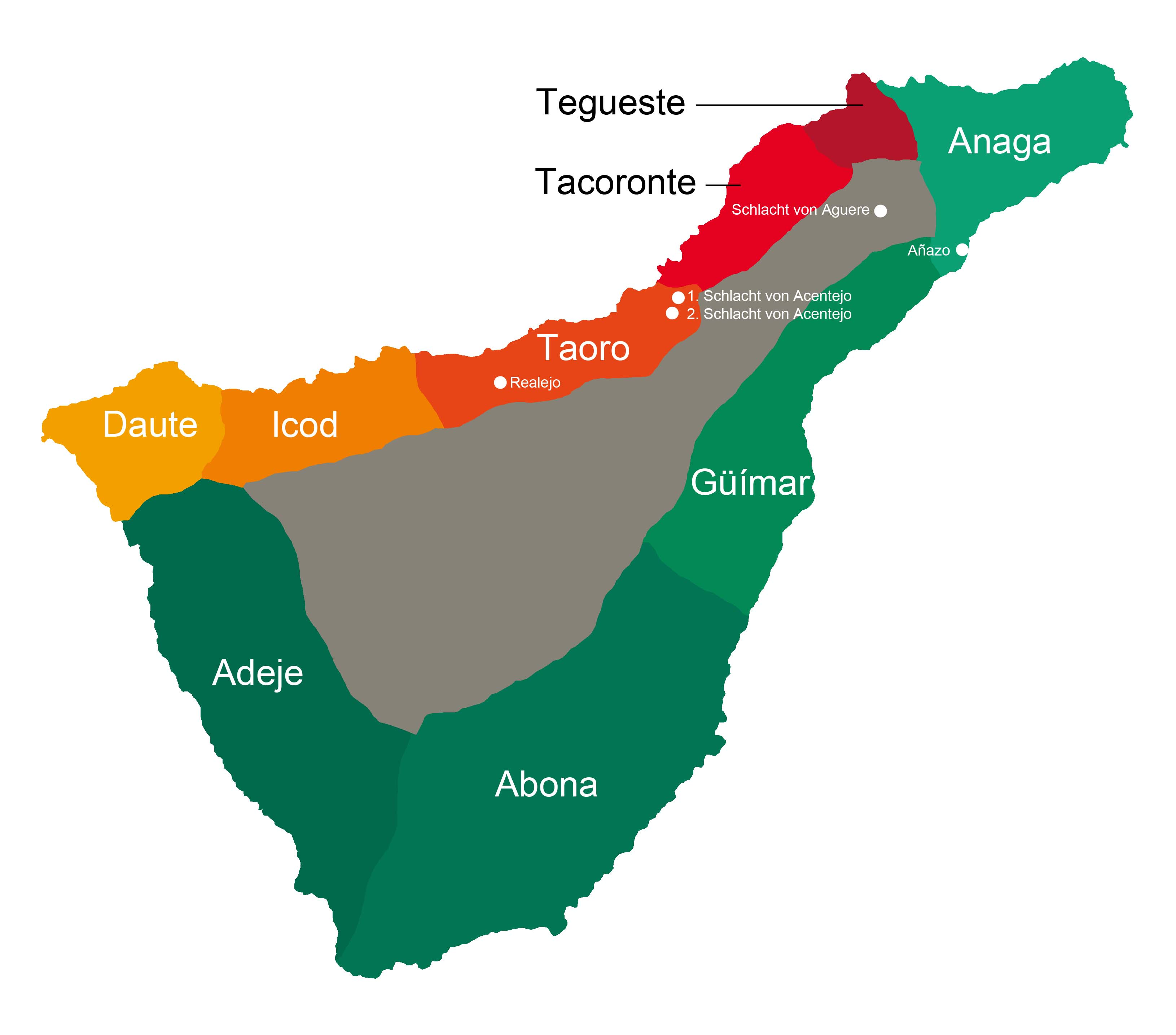
Menceyatos zur Zeit der Eroberung

Im 15. Jahrhundert war die Insel Teneriffa in neun Menceyatos (Herrschaftsgebiete) aufgeteilt, die jeweils von einem Mencey (Oberhaupt der Ureinwohner) geführt wurden. Zwischen den Menceyes der Südseite der Insel und europäischen Seefahrern gab es immer wieder Abkommen über die Einrichtung von Handelsstützpunkten und Missionsstationen. Seit dem 14. Jahrhundert unternommene Versuche, die Insel Teneriffa zu erobern, wurden von den Guanchen bis zum Ende des 15. Jahrhunderts abgewehrt. Im Jahr 1494 landete Alonso Fernández de Lugo in der Nähe der heutigen Stadt Santa Cruz de Tenerife. Die Menceyes von Güímar, Abona, Adeje und Anaga schlossen mit dem Eroberer Alonso Fernández de Lugo Verträge ab, in denen – auch nach der Herrschaftsübernahme der Krone von Kastilien – die Freiheits- und Besitzrechte der Guanchen und besonders die Eigentumsrechte an den Herden garantiert wurden. Diese Menceynatos wurden als „Reinos de paces“ (Reiche des Friedens) bezeichnet. Den Bewohnern wurde zugesagt, dass sie, wenn sie sich taufen ließen, ein christliches Leben führten und die üblichen Steuern und Abgaben entrichteten, nach der Eroberung der Insel in der gleichen Art behandelt würden wie die anderen Untertanen der Könige von Kastilien. Die Menceyatos auf der Nordseite der Insel lehnten den Abschluss von Unterwerfungsverträgen ab. Die Eroberer wollten diese „Reinos de guerra“ (Reiche des Krieges) mit Gewalt unter die Regierung der Krone von Kastilien bringen. Im Mai 1494 wurden die Eindringlinge in der Ersten Schlacht von Acentejo durch die Guanchen geschlagen. Die Reste des Invasionsheeres mussten sich nach Gran Canaria zurückziehen. Bei einem neuen Eroberungsversuch durch die Truppen unter der Leitung von Alonso Fernandez de Lugo siegten die Kastilier in der Schlacht von Aguere im November 1495 und in der Zweiten Schlacht von Acentejo im Dezember 1495. (Die Datumsangaben sind, wie alle Daten der Eroberung der Kanarischen Inseln, umstritten.) Die überlebenden Führer der „Reinos de guerra“ kapitulierten im Frühjahr 1496 im Feldlager der Kastilier auf dem Gebiet der heutigen Stadt Los Realejos.
Die Zahl der Bewohner der Insel Teneriffa war schon vor der Eroberung immer wieder durch den Fang von Menschen verkleinert worden, die in Europa als Sklaven verkauft wurden. Bei der von den Guanchen gewonnenen Ersten Schlacht von Acentejo soll es auf der Seite der siegreichen Guanchen 2.000 Tote gegeben haben. Es wird geschätzt, dass in der Schlacht von Aguere 1495 wenigstens 1.700 Guanchen getötet wurden, in der darauf folgenden 2. Schlacht von Acentejo 2.000.
Darüber hinaus starben viele Menschen durch eingeschleppte Krankheiten, gegen die sie keine Abwehrkräfte besaßen. Die bekannteste Epidemie des vorspanischen Teneriffa ist die Modorra. Sie brach Ende des Jahres 1494 aus und führte besonders in den Meceyatos Tegueste, Tacoronte und Taoro mit einer Anzahl von bis zu 100 Sterbefällen pro Tag zu einem Verlust von etwa 4.000 Menschen in sechs Monaten.
Auch nach den einschränkenden Vorschriften der kastilischen Königin und des kastilischen Königs konnten die Guanchen der „Reinos de guerra“, der Menceyatos, die sich den Kastiliern gegenüber feindlich gezeigt hatten, nach ihrer Besiegung als Sklaven verkauft werden. Es ist bekannt, dass Alonso Fernández de Lugo auch mindestens eine Gruppe von 200 Guanchen, die der Eroberung keinen Widerstand entgegengesetzt hatten, mit dem Wissen des Bischofs der Kanarischen Inseln in Barcelona und Valencia verkaufen ließ.
Die Entvölkerung betraf in erster Linie die Nordseite der Insel, die wegen ihrer besseren Wasserversorgung geeigneter für die Landwirtschaft ist. Nach der Eroberung der Insel wurde das gesamte Land, also auch das Land in den „Reynos de paces“, enteignet und neu verteilt. Diese Landverteilung war die Gewinnverteilung an die Eroberer und an die Geldgeber, die den Feldzug finanziert hatten. Von den 992 Grundstücken, die verteilt wurden, gingen 19 an Guanchen und 31 an Canarios, die bei der Eroberung der Insel Teneriffa auf der Seite der Kastilier gekämpft hatten.
Durch die Eroberung waren die gesellschaftlichen, wirtschaftlichen und religiösen Strukturen der Guanchen zerstört. Ihre Eingliederung in die neu geschaffene christliche, die kastilische Sprache sprechende Feudalgesellschaft war nicht einheitlich. Nachkommen der Ureinwohner fanden sich in allen sozialen Schichten. Die Guanchen identifizierten sich nicht mit ihrer ethnischen Identität, sondern als Hirten, Landarbeiter oder auch Händler mit der Gruppe, in der sie lebten. Das wurde von den offiziellen Stellen der Insel gefördert. In den Beschlüssen des Cabildos von La Laguna aus den Jahren 1525 bis 1533 wird der Begriff Guanche nie zur Bezeichnung einer Gruppe verwendet, sondern nur zur näheren Beschreibung einer einzelnen Person, wie auch die Bezeichnung Portugiese oder Galizier. Der Begriff Guanchen wurde durch den Begriff naturales (gebürtig aus) ersetzt, wodurch er auch für andere auf der Insel geborene Personen zutraf.
Durch den Zwang, die christliche Religion anzunehmen, die kastilische Sprache zu sprechen und sich nach den gesellschaftlichen Regeln der Invasoren zu verhalten, wurde die Kultur der Guanchen bis zum Ende des 16. Jahrhunderts nahezu restlos vernichtet.